# Brukentálie klasnatá

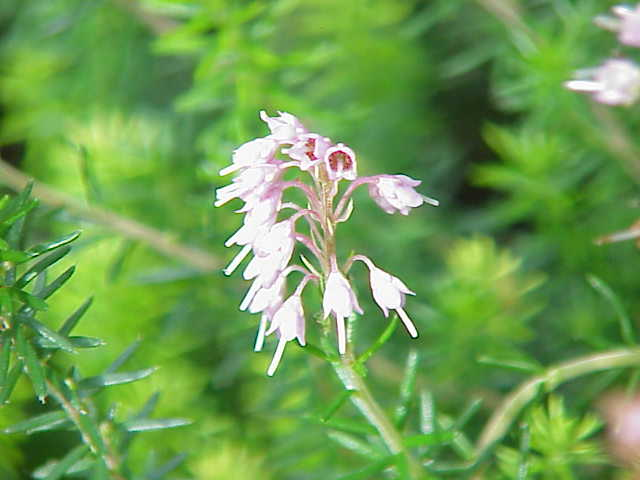
Květenství brukentálie

Brukentálie klasnatá (Erica spiculifolia, dříve Bruckenthalia spiculifolia), alternativně též bruckentálie klasnatá, je druh rostliny z čeledi vřesovcovité (Ericaceae). Je to nevysoký vřesovcovitý keřík, rostoucí v jihovýchodní Evropě. Pěstuje se jako okrasná vřesovištní dřevina.

## Výskyt
Jihovýchodní Evropa. Na kamenitých stráních a svazích

## Popis
Keřík vysoký 10–25 cm vysoký, bohatě větvený,tenké větvičky bývají vystoupavé až přímé, hustě olistěné čárkovitými, 3–5 mm dlouhými listy, nahloučenými v přeslenech. Zvonkovité, světle růžové květy v hustých klasech, u 2–3 cm dlouhých. Kvete V až IX.

## Taxonomie
Druh byl v minulosti řazen do samostatného monotypického rodu Bruckentalia, v současné taxonomii je však řazen do obsáhlého rodu vřesovec (Erica).

## Nároky
Kyselá půda, rašelina, roste v polostínu, ale nejlépe se jí daří na slunci, zaléváme dešťovou vodou.

## Použití
Při výsadbě jako okrasné rostliny je můžeme kombinovat s kultivary jalovců a vřesovištními a acidofilními druhy dřevin.

## Množení
Množí se řízkováním v červenci až srpnu, do rašeliny, nebo směsi písku (či perlitu) a rašeliny. Můžeme použít hřížení.

## Upozornění
Neřezat. Na zimu vyžaduje kryt.